# Sünchentunnel
Der Sünchentunnel im Rems-Murr-Kreis in Baden-Württemberg ist ein 350 m langer, zweiröhriger, in offener Bauweise errichteter Straßentunnel der autobahnartigen Bundesstraße 29 im Zuge der Ortsumfahrung von Schorndorf. Er durchsticht einen südlichen Ausläufer des namensgebenden Sünchen im Bereich von Gipskeuper bzw. von Auensedimenten. Der Baubeginn erfolgte 1994. Freigegeben wurde das Bauwerk am 1. Juli 1997 zusammen mit dem Grafenbergtunnel und dem Schornbachtalviadukt. Die Baukosten für den Tunnel betrugen seinerzeit 11,8 Mio. DM (in heutiger Kaufkraft 9,8 Mio. €). In den Jahren 2013 bis 2015 wurde sukzessive die Tunneltechnik erneuert, dabei wurde – wie im Grafenbergtunnel – als Pilotprojekt eine Außenlichtdichtemessanlage installiert, die den Einfallswinkel der Sonne und Lichtstärke erfasst und gegebenenfalls die Geschwindigkeit im Tunnel reduziert, um Blendungen und damit Auffahrunfälle der Verkehrsteilnehmer zu verhindern.
Aufgrund seiner Kürze benötigt der Tunnel keine Lüfter. Im Tunnel gilt eine Höchstgeschwindigkeit von 100 km/h.